# 柘榴坂の仇討
『柘榴坂の仇討』（ざくろざかのあだうち）は、浅田次郎による短編小説。『中央公論』（中央公論新社）2002年2月号に掲載され、短編集『五郎治殿御始末』（ごろうじどのおしまつ）に収録された。2014年9月には映画化された。

## 書籍情報
- 単行本：中央公論新社 『五郎治殿御始末』2003年1月10日 ISBN 978-4-12-003351-3 に収録
- 文庫本：新潮文庫 『五郎治殿御始末』2009年5月1日 ISBN 978-4-10-101925-3 に収録
- 文庫本：中公文庫 『五郎治殿御始末』2014年5月25日 ISBN 978-4-12-205958-0 に収録[注 1]

## 映画
2014年9月20日に公開（彦根藩があった滋賀県は9月13日に先行公開）された。同じ浅田次郎原作の『壬生義士伝』で主演を務め、日本アカデミー賞最優秀主演男優賞を受賞した中井貴一が仇敵を追い続ける彦根藩士・志村金吾役を、追われる敵役・佐橋十兵衛を阿部寛が演じている。井伊直弼役を演じる中村吉右衛門は、1995年の主演映画『鬼平犯科帳 劇場版』以来19年ぶりの映画出演となる。監督は若松節朗。
全国255スクリーンで公開され、20日・21日の2日間で観客動員8万6646人、興行収入1億38万9900円を記録し、映画観客動員ランキング（興行通信社調べ）で初登場第4位となった。

### ストーリー
彦根藩の下級武士・志村金吾は、家中随一の剣術の腕を認められ、藩主である大老・井伊直弼の近習に取り立てられる。直弼の人柄に惚れ込んだ金吾は、命に代えても直弼に仕えることを誓った。しかし、安政7年の桜田騒動の際、金吾は下手人・佐橋十兵衛を追いかけ行列を離れてしまい、その間に直弼は水戸浪士たちに討ち取られてしまう。主君を守れなかった大罪を犯した金吾に対し、彦根藩は打ち首の処罰を考えたが、金吾の罪を背負い自害した両親に免じて打ち首を取り下げ、その代わりとして「水戸浪士たちを討ち、直弼様の墓前に首を供えよ」と命じる。仇を探し全国を歩き回る金吾だったが、水戸浪士たちは見つからず、金吾は切腹を願い出るが「ご下命の撤回はない」と家老に言い渡される。失意に沈む金吾だったが、妻のセツに支えられ仇討のため水戸浪士たちを探し続ける。
桜田騒動から13年が過ぎた明治6年。既に彦根藩は存在せず、新政府の改革により武士も姿を消していた。しかし、金吾は13年前の命令を果たすため、ひたすら仇を探し続けていた。桜田騒動に関わった水戸浪士たちも江戸から明治へと時代が移る中で次々と死んでいき、唯一人生き残っていたのは、金吾がかつて追い詰めた十兵衛だけとなっていた。その十兵衛は既に刀を捨て、「直吉」と名を変え車夫として生きていた。
司法省の役人となっていた金吾の親友・内藤新之助は、武士としての矜持を持ち続ける金吾の姿を見て力になりたいと思い、かつて水戸浪士たちの取り調べを担当した元評定所御留役の秋元和衛警部に相談を持ち掛ける。同じ武士として金吾の助力を快諾した秋元は、金吾に十兵衛の居場所を教える。金吾は即座に十兵衛のところへ行くが、その日、新政府は「仇討禁止令」を布告する。
十兵衛の人力車に乗り込んだ金吾は、十兵衛が自分と同じように両親を失い孤独に生きてきたことを知る。人力車が柘榴坂を登り切ったところで十兵衛は車を止め、「自分を討ってくれ」と願い出る。金吾は自分の刀を与え、十兵衛に一騎討ちを願い出る。金吾と十兵衛は一騎討ちの末にもみ合いになり倒れ込み、十兵衛は再度自分を討つように願い出る。十兵衛を討とうとする金吾だったが、「命懸けで国を想う者を無下にするな」という直弼の言葉と「国を想う者に不当な処罰を与えれば、誰も国を想わなくなる」という秋元の言葉を思い出し、十兵衛に「新しい人生を生きてくれ」と諭し、十兵衛はその言葉を聞き泣き崩れる。一騎討ちの後、十兵衛は自分を慕ってくれているマサとチヨの母子の元に戻った。一方の金吾はセツの元に向かい、これまで自分を支えてくれたことに感謝の言葉を伝え、共に家路につく。

### キャスト
- 志村金吾 - 中井貴一
- 佐橋十兵衛（直吉） - 阿部寛
- 志村セツ - 広末涼子
- 内藤新之助 - 髙嶋政宏
- マサ - 真飛聖
- 財部豊穂 - 吉田栄作
- 稲葉修衛門 - 堂珍嘉邦
- 小野寺覚馬 - 近江陽一郎
- ユキ - 木﨑ゆりあ
- ヨシ - 飯島順子
- 本多昌衛門 - 津嘉山正種
- 秋元和衛 - 藤竜也
- 井伊直弼 - 中村吉右衛門
- 並樹史朗、江藤漢斉、峰蘭太郎、宮田圭子、細川純一、南条好輝、笹木俊志 ほか

### スタッフ
- 監督 - 若松節朗
- 脚本 - 高松宏伸、飯田健三郎、長谷川康夫
- 音楽 - 久石譲
- 撮影 - 喜久村徳章
- 録音 - 小野寺修
- 照明 - 長田達也
- 編集 - 阿部亙英
- 美術 - 小川富美夫
- 助監督 - 山田敏久、村谷嘉則、前原康貴、堀場優
- 殺陣 - 宇仁貫三
- 時代考証 - 大石学
- 音響効果 - 小島彩（協力：伊藤進一）
- VFX - IMAGICA、ナジラネ、Z-FLAG、フレームワークス・エンターテインメント、デジデリック、アーティストゥリーメディア、女子美術大学
- Special thanks - 半藤一利、秋元康
- 技術協力 - IMAGICA
- 協力 - 共同テレビジョン、東映京都撮影所、松竹演劇部
- スタジオ - 松竹撮影所
- プロデューサー - 加藤悦弘、芳賀正光、井上学、武部由実子、谷光、佐倉寛二郎
- アソシエイトプロデューサー - 稲垣竜一郎、小助川典子、岡部愛、大久保典隆、西川朝子、三木尊
- 企画 - 小滝祥平、嘉手苅理沙、河野聡、秋元一孝、甲斐輝彦
- エグゼクティブプロデューサー - 吉田正樹、山本昌仁、山口太二朗、井上高志、岡村幸彦
- 製作者 - 川城和実、大角正、米山久、神原秀明、lgnacio wada agullera castro
- 製作統括 - 木下直哉
- 配給 - 松竹
- 制作プロダクション - デスティニー
- 助成 - 文化芸術振興費補助金
- 製作 - 「柘榴坂の仇討」製作委員会（木下グループ、デスティニー、バンダイビジュアル、松竹、Boreti Holdings Limited、塚田農場、ツネイシグループ、HRコンサルティング、アイセイ薬局、たねやグループ[6]、HOME'S、えみの和、吉田正樹事務所、JTBコミュニケーションズ、エネット、一広、山甚グループ、茂田オフィス）

### 製作
企画が持ち上がったのは2012年4月、文庫本で38ページの短編である原作を2時間の映画にするための脚本作りに難航し、30回以上の改稿を重ね、原作に登場しない親友・内藤新之助や、十兵衛のその後、金吾と妻・セツの関係などが掘り下げられた。妻・セツ役に広末涼子を推したのは中井であったという。追う者と追われる者という役柄の関係上、中井と阿部は日常会話さえ控えて撮影に臨み、完成報告記者会見では監督に「こんなに仲の悪い人たちはいないっていうくらい、2人は話をしなかった」と茶化されるほどの徹底ぶりだったという。公開を直前に控えた9月15日に、中井と若松は豪徳寺へ井伊直弼の墓参に訪れ、ヒット祈願を行った。

### 受賞歴
- 第27回日刊スポーツ映画大賞・石原裕次郎賞
  - 助演女優賞 - 広末涼子（『想いのこし』と合わせて受賞[15]）
- 第10回おおさかシネマフェスティバル[16][17]
  - 2014年度ベストテン・第8位（日本映画の部）
  - 新人女優賞 - 真飛聖
- 平成26年度芸術選奨文部科学大臣賞[18]
  - 映画部門 - 小野寺修